# Velma (geografia)
Velma è un termine che deriva del dialetto veneziano (alterazione di "melma") che indica una porzione di fondale lagunare poco profondo ma comunque normalmente sommerso che, tuttavia, emerge in particolari condizioni di bassa marea. Sono per questo generalmente prive di vegetazione (si possono constatare associazioni di Zostera noltii), a differenza delle barene che sono sommerse solo durante le alte maree.
Traggono origine dai sedimenti trasportati da correnti marine e fluviali che poi si depositano sui fondali bassi.
Dal punto di vista ecologico, anche le velme sono particolarmente interessanti, in quanto le forti variazioni di salinità e ossigenazione a cui sono soggette durante le emersioni e le successive sommersioni le rendono un ambiente ancor più selettivo di quello barenicolo. Ad esempio, il substrato (costituito soprattutto da fango e sabbia) offre riparo a policheti e molluschi durante la bassa marea.